# ライマン・ホール
ライマン・ホール（英語: Lyman Hall、1724年4月12日-1790年10月19日）は、13植民地およびアメリカ合衆国の政治家であり、ジョージア植民地の代表としてアメリカ独立宣言に署名した一人である。ジョージア州ホール郡はホールに因んで名付けられた。

## 初期の経歴と家族
1724年4月12日にコネチカット植民地のウォリングフォードで生まれた。父はジョン・ホール、母はメアリー・ストリートであった。生まれた頃は同族関係が重要視された時代であり、ホールの場合もしっかりとした係累があった。父方の祖父ジョン・ホール (1670-1730)は植民地知事委員会の委員であり、最高裁判所の判事でもあった。母方の祖父はサミュエル・ストリート牧師（ハーバード大学1664年卒）であり、ウォリングフォードでは最初の牧師だった。
ホールは1747年にイェール大学を卒業し、チェシャーで叔父のサミュエル・ホール牧師（1695-1776;イェール大学1716年卒）のところで神学を勉強した。1749年、ストラットフィールド（現在はブリッジポート）の説教師として呼ばれた。その聖職は試練の多いものとなり、ホールの聖職叙任に公然と反対する教区民集団がいた。1751年には、ある伝記によると、「証拠によって支持され、さらに彼自身の告白で裏づけられた」ホールの人格に対する告発を受け解任された。ホールは説教師の空白を避けるために2年間説教を続け、その間に医学を学び、学校で教えた。
1752年、フェアフィールドのアビゲイル・バーと結婚したが、アビゲイルは翌年に死んだ。1757年、メアリー・オズボーンと再婚した。サウスカロライナに移住し、ドーチェスターで医者として地位を築いた。ドーチェスターはチャールストンの近くにあり、何十年も前にマサチューセッツのドーチェスターから移住してきた聖公会教徒の社会ができていた。これらの開拓者がジョージアのミッドウェイ地区、現在ではリバティ郡に移住したとき、ホール医師も同行した。間もなく新しく築かれたサンベリーの町で指導的な市民の一人になった。

## アメリカ独立戦争
アメリカ独立戦争の前夜、サンベリーが属するセントジョン郡は急進的な意見の温床となったが、若い植民地の他の部分はほとんどがロイヤリストに同調していた。ジョージアは第一次大陸会議に代表を送らなかったが、ホールの影響力によって、郡が代表を送ることに同意し、ペンシルベニアのフィラデルフィアで開催された第二次大陸会議には、ホール自身が代表となった。ホールは1775年に大陸会議代議員を認められ、この職を1780年まで務めた。1776年にはジョージア代表3人の一人としてアメリカ独立宣言に署名した。
1779年1月、サンベリーの町はイギリス軍によって焼かれた。ホールの家族は北部へ逃れ、1782年にイギリス軍が撤退するまでそこに留まった。その後、ジョージアに戻り、サバンナに転居した。1783年1月、ジョージア邦の知事に選ばれ、1年間この職を務めた。ホールは知事の間に教育、特に宗教的な教育がより徳のある市民を生むと信じ、邦立大学の認可を提唱した。その努力は1785年のジョージア大学認可に繋がった。知事の任期が終わると、医者としての仕事に戻った。

## 死と遺産
1790年、ホールはカロライナとの州境に近いバーク郡のプランテーションに転居し、同年10月19日、66歳で死んだ。未亡人のメアリー・オズボーンは1793年11月に死んだ。息子のジョンも間もなく死に、子孫を残さなかった。
ライマン・ホールはジョージア州と生まれ故郷であるコネチカット州で記念されており、ウォリングフォードの町はその傑出した出身者に因み、一つの高校にホールの名前を付けてその栄誉を称えた。ジョージア州リバティ郡には、ホールの名前を付けた小学校がある。
ジョージア州オーガスタの郡庁舎前にある花崗岩のオベリスク、署名者の碑はアメリカ独立宣言に署名したホールと他の2人のジョージア人を記念するものである。ホールの遺骸はバーク郡の彼のプランテーションにあった当初の墓からこの碑に移葬された。